# Tenby
Tenby (walesiska: Dinbych-y-pysgod) är en kustort och en community i sydvästra Wales. Den ligger i kommunen Pembrokeshire, 300 km väster om London. Antalet invånare är 4 696.  Ön Caldey Island tillhör Tenby community.
Matematikern Robert Recorde föddes i Tenby.